# Anton Korczuk
Anton Wasylowycz Korczuk (ukr. Антон Васильович Корчук, ur. 4 sierpnia 2004) – ukraiński skoczek narciarski. Olimpijczyk (2022), uczestnik mistrzostw świata seniorów (2021), juniorów (2020–2022) oraz zimowych igrzysk olimpijskich młodzieży (2020). Medalista mistrzostw Ukrainy.

## Przebieg kariery
W oficjalnych zawodach międzynarodowych rozgrywanych pod egidą FIS zadebiutował w lipcu 2019 w Szczyrku, gdzie w konkursach FIS Cupu uplasował się w ósmej i dziewiątej dziesiątce. W sierpniu 2019 w Râșnovie zajął 4. lokatę w zawodach Pucharu Karpat. W styczniu 2020 w Prémanon wziął udział w zimowych igrzyskach olimpijskich młodzieży, plasując się na 28. pozycji w konkursie indywidualnym. W marcu 2020 w Oberwiesenthal wystartował na mistrzostwach świata juniorów – indywidualnie był 45., a w rywalizacji drużyn mieszanych 15.
W październiku 2020, w słabo obsadzonych zawodach FIS Cupu w Râșnovie (wystartowało niespełna 30 skoczków), zdobył pierwsze punkty zawodów tej rangi, plasując się na 8. miejscu. W lutym 2021 w Lahti wziął udział w mistrzostwach świata juniorów, zajmując 40. lokatę w konkursie indywidualnym. Na przełomie lutego i marca 2021 w Oberstdorfie wziął udział w mistrzostwach świata seniorów – odpadł w kwalifikacjach do obu konkursów indywidualnych (na skoczni dużej został zdyskwalifikowany w tej części zmagań), a drużynowo zajął z ukraińską kadrą 13. lokatę.
W lipcu 2021 w Kuopio, w ramach letniej edycji cyklu, zadebiutował w Pucharze Kontynentalnym, plasując się dwukrotnie na przełomie piątej i szóstej dziesiątki. W grudniu 2021 w Zhangjiakou zdobył pierwsze punkty w zawodach tej rangi, w słabo obsadzonych konkursach (w obu sklasyfikowano po 33 skoczków) dwukrotnie plasując się pod koniec trzeciej dziesiątki. Został powołany do reprezentacji Ukrainy na Zimowe Igrzyska Olimpijskie 2022. Indywidualnie zarówno na skoczni normalnej jak i dużej nie uzyskał awansu do konkursu głównego, zajmując odpowiednio 52. i 56. miejsce w kwalifikacjach. W marcu 2022 w Zakopanem wziął udział w mistrzostwach świata juniorów, zajmując 39. pozycję w konkursie indywidualnym. Po sezonie 2021/2022, w związku z inwazją Rosji na Ukrainę, opuścił kraj i zrezygnował z dalszego uprawiania skoków narciarskich.
Korczuk jest medalistą mistrzostw Ukrainy w rywalizacji drużynowej – z zespołem obwodu iwanofrankiwskiego zimą 2019 zdobył dwa srebrne medale, latem 2019 jedno srebro, a zimą 2020 złoto.

## Igrzyska olimpijskie

### Indywidualnie
| 2022 Pekin/Zhangjiakou | – | nie zakwalifikował się (K-95), nie zakwalifikował się (K-125) |

### Starty A. Korczuka na igrzyskach olimpijskich – szczegółowo
| Miejsce | Dzień     | Rok  | Miejscowość | Skocznia  | Punkt K | HS     | Konkurs  | Skok 1 | Skok 2 | Nota     | Strata                  | Zwycięzca               |
| ------- | --------- | ---- | ----------- | --------- | ------- | ------ | -------- | ------ | ------ | -------- | ----------------------- | ----------------------- |
| NQ      | 6 lutego  | 2022 | Zhangjiakou | Snow Ruyi | K-95    | HS-106 | indywid. | 67,5 m | 67,5 m | 38,0 pkt | Nie zakwalifikował się. | Nie zakwalifikował się. |
| NQ      | 12 lutego | 2022 | Zhangjiakou | Snow Ruyi | K-125   | HS-140 | indywid. | 82,5 m | 82,5 m | 25,4 pkt | Nie zakwalifikował się. | Nie zakwalifikował się. |

## Mistrzostwa świata

### Indywidualnie
| 2021 Oberstdorf | – | nie zakwalifikował się (K-95), dyskwalifikacja w kwalifikacjach (K-120) |

### Drużynowo
| 2021 Oberstdorf | – | 13. miejsce (K-120) |

### Starty A. Korczuka na mistrzostwach świata – szczegółowo
| Miejsce | Dzień     | Rok  | Miejscowość | Skocznia            | Punkt K | HS     | Konkurs  | Skok 1 | Skok 2 | Nota                 | Strata                  | Zwycięzca               |
| ------- | --------- | ---- | ----------- | ------------------- | ------- | ------ | -------- | ------ | ------ | -------------------- | ----------------------- | ----------------------- |
| NQ      | 27 lutego | 2021 | Oberstdorf  | Schattenbergschanze | K-95    | HS-106 | indywid. | 70,5 m | 70,5 m | 61,8 pkt             | Nie zakwalifikował się. | Nie zakwalifikował się. |
| NQ      | 5 marca   | 2021 | Oberstdorf  | Schattenbergschanze | K-120   | HS-137 | indywid. | DSQ    | DSQ    | DSQ                  | Nie zakwalifikował się. | Nie zakwalifikował się. |
| 13.     | 6 marca   | 2021 | Oberstdorf  | Schattenbergschanze | K-120   | HS-137 | druż.    | 82,0 m | –      | 200,8 pkt (18,9 pkt) | 845,8 pkt               | Niemcy                  |

## Mistrzostwa świata juniorów

### Indywidualnie
| 2020 Oberwiesenthal | – | 45. miejsce |
| 2021 Lahti          | – | 40. miejsce |
| 2022 Zakopane       | – | 39. miejsce |

### Drużynowo
| 2020 Oberwiesenthal | – | 15. miejsce (drużyna mieszana) |

### Starty A. Korczuka na mistrzostwach świata juniorów – szczegółowo
| Miejsce | Dzień     | Rok  | Miejscowość    | Skocznia            | Punkt K | HS     | Konkurs    | Skok 1 | Skok 2 | Nota                 | Strata    | Zwycięzca         |
| ------- | --------- | ---- | -------------- | ------------------- | ------- | ------ | ---------- | ------ | ------ | -------------------- | --------- | ----------------- |
| 45.     | 5 marca   | 2020 | Oberwiesenthal | Fichtelbergschanzen | K-95    | HS-105 | indywid.   | 89,0 m | –      | 78,0 pkt             | 160,3 pkt | Peter Resinger    |
| 15.     | 8 marca   | 2020 | Oberwiesenthal | Fichtelbergschanzen | K-95    | HS-105 | druż. mix. | 75,0 m | –      | 239,7 pkt (74,2 pkt) | 783,6 pkt | Austria           |
| 40.     | 11 lutego | 2021 | Lahti          | Salpausselkä        | K-90    | HS-100 | indywid.   | 78,5 m | –      | 91,2 pkt             | 172,7 pkt | Niklas Bachlinger |
| 39.     | 3 marca   | 2022 | Zakopane       | Średnia Krokiew     | K-95    | HS-105 | indywid.   | 85,5 m | –      | 110,0 pkt            | 201,5 pkt | Daniel Tschofenig |

## Igrzyska olimpijskie młodzieży

### Indywidualnie
| 2020 Lozanna/ Prémanon | – | 28. miejsce |

### Starty A. Korczuka na igrzyskach olimpijskich młodzieży – szczegółowo
| Miejsce | Dzień       | Rok  | Miejscowość | Skocznia   | Punkt K | HS    | Konkurs  | Skok 1 | Skok 2 | Nota      | Strata   | Zwycięzca       |
| ------- | ----------- | ---- | ----------- | ---------- | ------- | ----- | -------- | ------ | ------ | --------- | -------- | --------------- |
| 28.     | 19 stycznia | 2020 | Prémanon    | Les Tuffes | K-81    | HS-90 | indywid. | 72,5 m | 69,5 m | 164,4 pkt | 93,3 pkt | Marco Wörgötter |

## Puchar Kontynentalny

### Miejsca w klasyfikacji generalnej
| Sezon     | Miejsce |
| --------- | ------- |
| 2021/2022 | 108.    |

### Miejsca w poszczególnych konkursachPucharu Kontynentalnego
| Źródło                                                                        | Źródło            | Źródło          | Źródło          | Źródło     | Źródło     | Źródło          | Źródło          | Źródło           | Źródło           | Źródło          | Źródło          | Źródło              | Źródło              | Źródło              | Źródło           | Źródło           | Źródło     | Źródło     | Źródło        | Źródło        | Źródło      | Źródło      | Źródło         | Źródło         | Źródło         | Źródło | Źródło | Źródło | Źródło | Źródło | Źródło | Źródło | Źródło | Źródło | Źródło | Źródło | Źródło | Źródło | Źródło | Źródło | Źródło | Źródło | Źródło | Źródło | Źródło | Źródło | Źródło | Źródło | Źródło | Źródło | Źródło | Źródło | Źródło | Źródło | Źródło | Źródło | Źródło | Źródło | Źródło |
| ----------------------------------------------------------------------------- | ----------------- | --------------- | --------------- | ---------- | ---------- | --------------- | --------------- | ---------------- | ---------------- | --------------- | --------------- | ------------------- | ------------------- | ------------------- | ---------------- | ---------------- | ---------- | ---------- | ------------- | ------------- | ----------- | ----------- | -------------- | -------------- | -------------- | ------ | ------ | ------ | ------ | ------ | ------ | ------ | ------ | ------ | ------ | ------ | ------ | ------ | ------ | ------ | ------ | ------ | ------ | ------ | ------ | ------ | ------ | ------ | ------ | ------ | ------ | ------ | ------ | ------ | ------ | ------ | ------ | ------ | ------ |
| Sezon 2021/2022                                                               |                   |                 |                 |            |            |                 |                 |                  |                  |                 |                 |                     |                     |                     |                  |                  |            |            |               |               |             |             |                |                |                |        |        |        |        |        |        |        |        |        |        |        |        |        |        |        |        |        |        |        |        |        |        |        |        |        |        |        |        |        |        |        |        |        |        |
| Zhangjiakou HS140                                                             | Zhangjiakou HS140 | Vikersund HS117 | Vikersund HS117 | Ruka HS142 | Ruka HS142 | Engelberg HS140 | Engelberg HS140 | Oberstdorf HS137 | Oberstdorf HS137 | Innsbruck HS128 | Innsbruck HS128 | Iron Mountain HS133 | Iron Mountain HS133 | Iron Mountain HS133 | Brotterode HS117 | Brotterode HS117 | Rena HS139 | Rena HS139 | Planica HS138 | Planica HS138 | Lahti HS130 | Lahti HS130 | Zakopane HS140 | Zakopane HS140 | Zakopane HS140 | punkty |        |        |        |        |        |        |        |        |        |        |        |        |        |        |        |        |        |        |        |        |        |        |        |        |        |        |        |        |        |        |        |        |        |
| 28                                                                            | 29                | -               | -               | -          | -          | -               | -               | -                | -                | 48              | 48              | -                   | -                   | -                   | -                | -                | -          | -          | -             | -             | -           | -           | -              | -              | -              | 5      |        |        |        |        |        |        |        |        |        |        |        |        |        |        |        |        |        |        |        |        |        |        |        |        |        |        |        |        |        |        |        |        |        |
| Legenda                                                                       |                   |                 |                 |            |            |                 |                 |                  |                  |                 |                 |                     |                     |                     |                  |                  |            |            |               |               |             |             |                |                |                |        |        |        |        |        |        |        |        |        |        |        |        |        |        |        |        |        |        |        |        |        |        |        |        |        |        |        |        |        |        |        |        |        |        |
| 1 2 3 4-10 11-30 poniżej 30 dq – dyskwalifikacja - – zawodnik nie wystartował |                   |                 |                 |            |            |                 |                 |                  |                  |                 |                 |                     |                     |                     |                  |                  |            |            |               |               |             |             |                |                |                |        |        |        |        |        |        |        |        |        |        |        |        |        |        |        |        |        |        |        |        |        |        |        |        |        |        |        |        |        |        |        |        |        |        |

## Letni Puchar Kontynentalny

### Miejsca w poszczególnych konkursachLetniego Pucharu Kontynentalnego
| Źródło                                                                        | Źródło       | Źródło                       | Źródło                       | Źródło      | Źródło      | Źródło              | Źródło              | Źródło     | Źródło     | Źródło            | Źródło            | Źródło | Źródło | Źródło | Źródło | Źródło | Źródło | Źródło | Źródło | Źródło | Źródło | Źródło | Źródło | Źródło | Źródło | Źródło |
| ----------------------------------------------------------------------------- | ------------ | ---------------------------- | ---------------------------- | ----------- | ----------- | ------------------- | ------------------- | ---------- | ---------- | ----------------- | ----------------- | ------ | ------ | ------ | ------ | ------ | ------ | ------ | ------ | ------ | ------ | ------ | ------ | ------ | ------ | ------ |
| 2021                                                                          |              |                              |                              |             |             |                     |                     |            |            |                   |                   |        |        |        |        |        |        |        |        |        |        |        |        |        |        |        |
| Kuopio HS127                                                                  | Kuopio HS127 | Frenštát pod Radhoštěm HS106 | Frenštát pod Radhoštěm HS106 | Râșnov HS97 | Râșnov HS97 | Bischofshofen HS142 | Bischofshofen HS142 | Oslo HS106 | Oslo HS106 | Klingenthal HS140 | Klingenthal HS140 | punkty |        |        |        |        |        |        |        |        |        |        |        |        |        |        |
| 48                                                                            | 52           | 66                           | 71                           | dq          | 51          | -                   | -                   | 45         | 43         | -                 | -                 | 0      |        |        |        |        |        |        |        |        |        |        |        |        |        |        |
| Legenda                                                                       |              |                              |                              |             |             |                     |                     |            |            |                   |                   |        |        |        |        |        |        |        |        |        |        |        |        |        |        |        |
| 1 2 3 4-10 11-30 poniżej 30 dq – dyskwalifikacja - − zawodnik nie wystartował |              |                              |                              |             |             |                     |                     |            |            |                   |                   |        |        |        |        |        |        |        |        |        |        |        |        |        |        |        |

## FIS Cup

### Miejsca w klasyfikacji generalnej
| Sezon     | Miejsce |
| --------- | ------- |
| 2020/2021 | 79.     |
| 2021/2022 | 153.    |

### Miejsca w poszczególnych konkursachFIS Cupu
| Źródło                                                                        | Źródło        | Źródło           | Źródło           | Źródło           | Źródło           | Źródło           | Źródło           | Źródło       | Źródło       | Źródło       | Źródło       | Źródło        | Źródło        | Źródło               | Źródło               | Źródło         | Źródło         | Źródło         | Źródło         | Źródło       | Źródło        | Źródło        | Źródło | Źródło | Źródło | Źródło | Źródło | Źródło | Źródło | Źródło | Źródło | Źródło | Źródło | Źródło | Źródło | Źródło | Źródło | Źródło | Źródło |        |
| ----------------------------------------------------------------------------- | ------------- | ---------------- | ---------------- | ---------------- | ---------------- | ---------------- | ---------------- | ------------ | ------------ | ------------ | ------------ | ------------- | ------------- | -------------------- | -------------------- | -------------- | -------------- | -------------- | -------------- | ------------ | ------------- | ------------- | ------ | ------ | ------ | ------ | ------ | ------ | ------ | ------ | ------ | ------ | ------ | ------ | ------ | ------ | ------ | ------ | ------ | ------ |
| Sezon 2019/2020                                                               |               |                  |                  |                  |                  |                  |                  |              |              |              |              |               |               |                      |                      |                |                |                |                |              |               |               |        |        |        |        |        |        |        |        |        |        |        |        |        |        |        |        |        |        |
| Szczyrk HS104                                                                 | Szczyrk HS104 | Szczuczyńsk HS99 | Szczuczyńsk HS99 | Ljubno HS94      | Ljubno HS94      | Pjongczang HS109 | Pjongczang HS109 | Râșnov HS97  | Râșnov HS97  | Villach HS98 | Villach HS98 | Notodden HS98 | Notodden HS98 | Oberwiesenthal HS105 | Oberwiesenthal HS105 | Zakopane HS140 | Zakopane HS140 | Rastbüchl HS78 | Rastbüchl HS78 | Villach HS98 | Villach HS98  | punkty        | punkty | punkty | punkty | punkty | punkty | punkty | punkty | punkty | punkty | punkty | punkty | punkty | punkty | punkty | punkty | punkty | punkty | punkty |
| 78                                                                            | 85            | 39               | 34               | 85               | 81               | -                | -                | 44           | 54           | 60           | 78           | 46            | 56            | 49                   | 51                   | -              | -              | -              | -              | 78           | 76            | 0             | 0      | 0      | 0      | 0      | 0      | 0      | 0      | 0      | 0      | 0      | 0      | 0      | 0      | 0      | 0      | 0      | 0      | 0      |
| Sezon 2020/2021                                                               |               |                  |                  |                  |                  |                  |                  |              |              |              |              |               |               |                      |                      |                |                |                |                |              |               |               |        |        |        |        |        |        |        |        |        |        |        |        |        |        |        |        |        |        |
| Râșnov HS97                                                                   | Râșnov HS97   | Kandersteg HS106 | Kandersteg HS106 | Zakopane HS140   | Zakopane HS140   | Szczyrk HS104    | Szczyrk HS104    | Lahti HS100  | Lahti HS100  | Villach HS98 | Villach HS98 | Oberhof HS100 | Oberhof HS100 | punkty               | punkty               | punkty         | punkty         | punkty         | punkty         | punkty       | punkty        | punkty        | punkty | punkty | punkty | punkty | punkty | punkty | punkty | punkty | punkty | punkty |        |        |        |        |        |        |        |        |
| 8                                                                             | -             | -                | -                | -                | -                | 45               | 55               | -            | -            | -            | -            | -             | -             | 32                   | 32                   | 32             | 32             | 32             | 32             | 32           | 32            | 32            | 32     | 32     | 32     | 32     | 32     | 32     | 32     | 32     | 32     | 32     |        |        |        |        |        |        |        |        |
| Sezon 2021/2022                                                               |               |                  |                  |                  |                  |                  |                  |              |              |              |              |               |               |                      |                      |                |                |                |                |              |               |               |        |        |        |        |        |        |        |        |        |        |        |        |        |        |        |        |        |        |
| Otepää HS97                                                                   | Otepää HS97   | Kuopio HS100     | Kuopio HS127     | Einsiedeln HS117 | Einsiedeln HS117 | Ljubno HS94      | Ljubno HS94      | Villach HS98 | Villach HS98 | Lahti HS100  | Lahti HS100  | Falun HS100   | Falun HS100   | Kandersteg HS106     | Kandersteg HS106     | Notodden HS98  | Notodden HS98  | Zakopane HS105 | Villach HS98   | Villach HS98 | Oberhof HS100 | Oberhof HS100 | punkty |        |        |        |        |        |        |        |        |        |        |        |        |        |        |        |        |        |
| -                                                                             | -             | -                | -                | -                | -                | 51               | 47               | -            | -            | -            | -            | 48            | 45            | -                    | -                    | -              | -              | -              | -              | -            | 24            | 35            | 7      |        |        |        |        |        |        |        |        |        |        |        |        |        |        |        |        |        |
| Legenda                                                                       |               |                  |                  |                  |                  |                  |                  |              |              |              |              |               |               |                      |                      |                |                |                |                |              |               |               |        |        |        |        |        |        |        |        |        |        |        |        |        |        |        |        |        |        |
| 1 2 3 4-10 11-30 poniżej 30 dq – dyskwalifikacja - − zawodnik nie wystartował |               |                  |                  |                  |                  |                  |                  |              |              |              |              |               |               |                      |                      |                |                |                |                |              |               |               |        |        |        |        |        |        |        |        |        |        |        |        |        |        |        |        |        |        |